# ماسان تسوکایاما
ماسان تسوکایاما (انگلیسی: Masane Tsukayama; ۶ فوریهٔ ۱۹۴۴ – ) بازیگر، صداپیشگی در ژاپن، و بازیگر تلویزیون اهل ژاپن بود. وی از سال ۱۹۶۴ میلادی تاکنون مشغول فعالیت بوده‌است.
از فیلم‌ها یا برنامه‌های تلویزیونی که وی در آن نقش داشته‌است می‌توان به سرزمین ما، مبارز خیابانی ۲: فیلم پویانمایی، بازیگر هزاره، دریا و سم، و فوکوشیما ۵۰ اشاره کرد.